# فاكوندو بارادا
فاكوندو بارادا (بالإسبانية: Facundo Parada)‏ هو لاعب كرة قدم أوروغواياني، ولد في 28 يناير 2000 في مونتيفيديو في الأوروغواي.

## وصلات خارجية
- فاكوندو بارادا على موقع قاعدة بيانات كرة القدم.إي يو (الإنجليزية)
- فاكوندو بارادا على موقع Soccerway.com (الإنجليزية)